# 布罗克·珀迪
布罗克·珀迪（Brock Purdy，1999年12月27日—），美国亞利桑那州昆克里克人，职业美式橄榄球四分卫，效力于美国全国橄榄球联盟（NFL）的旧金山49人队。珀迪大学期间在艾奥瓦州立大学龙卷风队打大学橄榄球，在2022年NFL选秀上被49人队以倒数第一顺位选中，成为当年的“无关紧要先生”。
新秀赛季开始后，珀迪被任命为球队的第三四分卫，但四分卫特里·兰斯和吉米·加罗波洛的受伤让珀迪成为首发四分卫。他在首发的五场常规赛中全部获胜，为球队的十连胜做出了贡献，帮助49人队获得分区头名并打入国联决赛，成为历史上五位在联合会决赛中首发的新秀四分卫之一。